# نجمة الناتو
نجمة الناتو هو نحت يقع في قاعة الشرف لمقر منظمة حلف شمال الأطلسي في بروكسل. كُشف عن النحت عام 1971، وهو يرمز إلى الرابطة بين أوروبا وأمريكا الشمالية، مستوحى من علم الحلف الذي قُدم في عام 1953. في المقر القديم لحلف الناتو، كانت النجمة محاطة بأعلام الدول الأعضاء في الحلف. وعندما انتقل الحلف إلى مقره الجديد، انتقل النحت عبر شارع ليوبولد الثالث إلى مقره الجديد يوم السبت 28 مايو 2016.

وردة البوصلة مصورة في علم الناتو
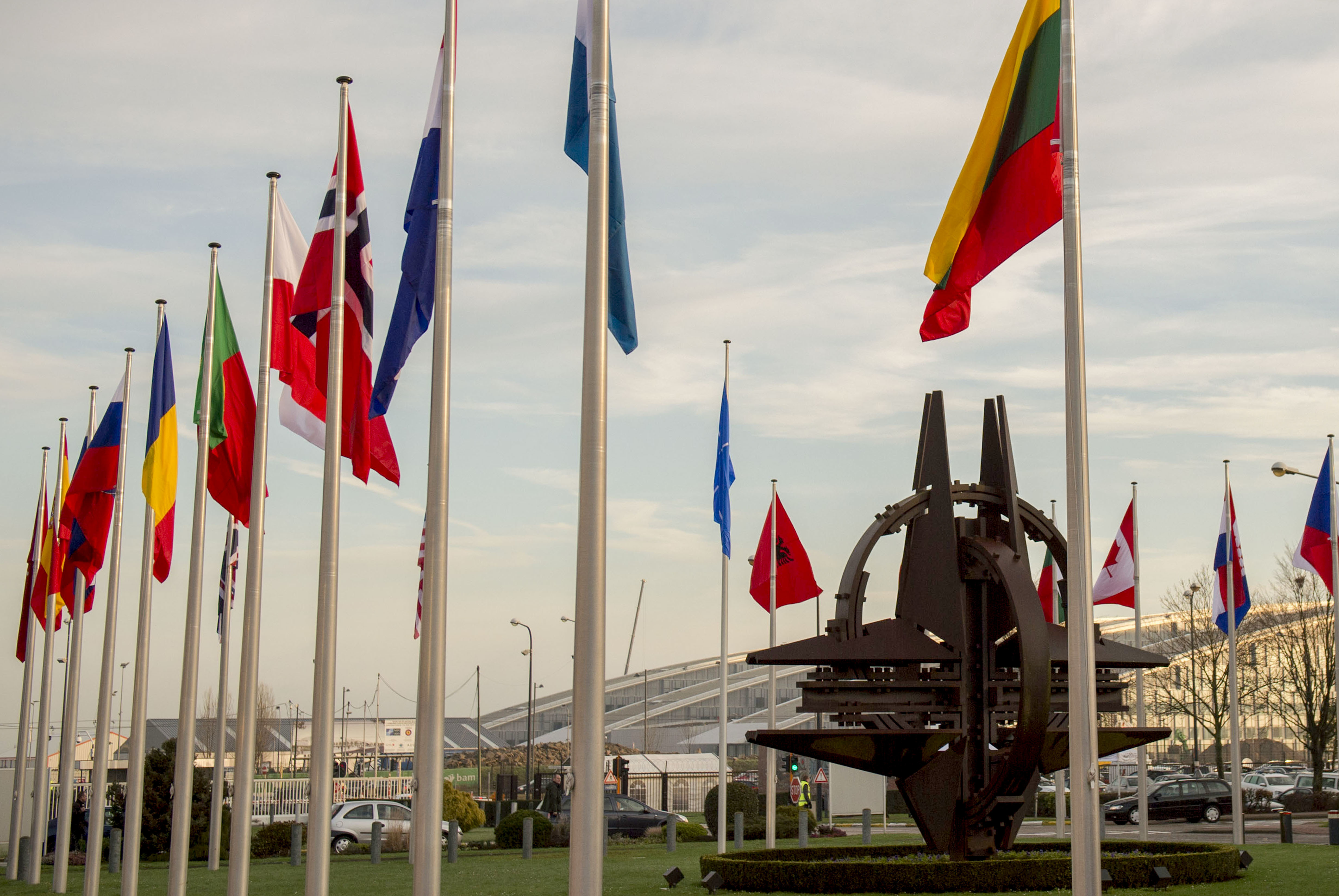
تمثال نجمة الناتو في مقر حلف شمال الأطلسي
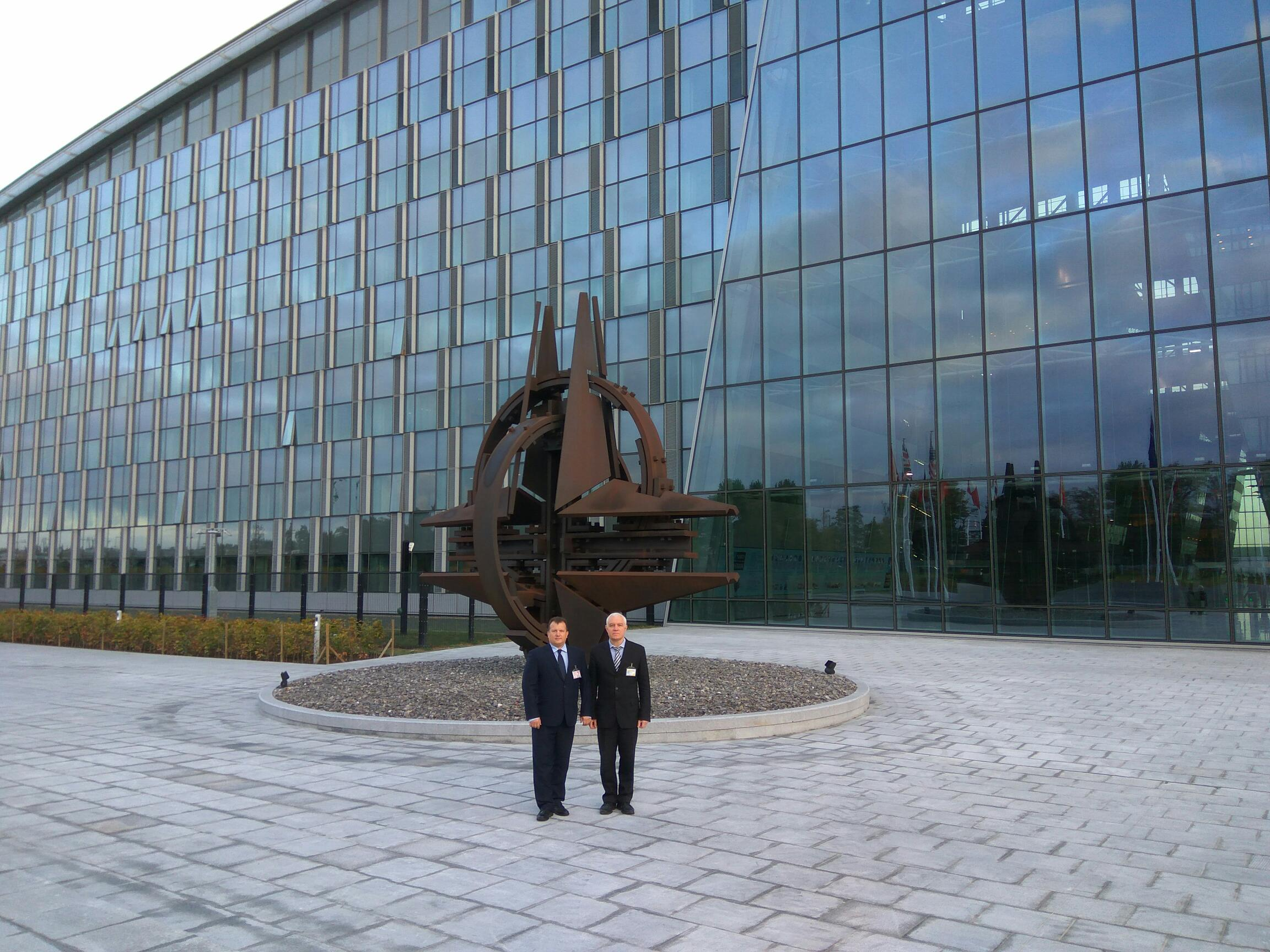
الموقع الحالي

## روابط خارجية
- تمثال نجم الناتو، الموقع الرسمي لحلف شمال الأطلسي
- النحت الغامض لحلف الناتو، Espionart